# Route nationale 36 (France)
Pour les articles homonymes, voir Route nationale 36.
La route nationale 36, ou RN 36, est une route nationale française  reliant Melun à Meaux.
Cette route est située sur l'axe Senlis - Melun (RN 330 et RN 36) qui constitue une option de remplacement aux Francilienne, A 86 et périphérique parisien. Elle est de plus en plus utilisée par les poids lourds en transit [source insuffisante], ce qui n'est pas sans poser des difficultés de circulation, cet axe n'étant pas du tout conçu pour ce trafic (surtout sur la déviation de Fontenay-Trésigny).

## Historique
Avant la vague de renumérotation des années 1970, la RN36 reliait Villers-Cotterêts à Melun. Le tronçon de Villers-Cotterêts à Meaux fut déclassé en D 936 dans l'Aisne et dans l'Oise et en D 405 en Seine-et-Marne.
Fin 2006, le tronçon entre l'A 5 (Saint-Germain-Laxis) et Melun a été déclassé en D 636.
La loi n° 2022-217 du 21 février 2022 prévoit le transfert des routes nationales aux collectivités volontaires. La nationale 36 sera transféré en intégralité au département de la Seine-et-Marne au 1er janvier 2024.

## De Melun à Meaux
Les communes traversées sont :
- Melun (km 0)
- Saint-Germain-Laxis (km 4)
- Guignes (km 13)
- Fontenay-Trésigny (km 23)
- Coutevroult (km 40)
- Couilly-Pont-aux-Dames (km 42)
- Quincy-Voisins (km 44)
- Meaux (km 53)

## De Meaux à Villers-Cotterêts (D 405 et D 936)
Les communes traversées étaient :
- Meaux
- Varreddes
- May-en-Multien
- Neufchelles
- Mareuil-sur-Ourcq
- La Ferté-Milon
- Villers-Cotterêts